# Gelasma maculifimbria
Gelasma maculifimbria är en fjärilsart som beskrevs av Louis Beethoven Prout 1933. Gelasma maculifimbria ingår i släktet Gelasma och familjen mätare. Inga underarter finns listade i Catalogue of Life.